# 東漢考克 (緬因州)
東漢考克（英語：East Hancock）是位於美國緬因州漢考克縣的一個未組織地區。

## 地方資料
東漢考克的面積為1246.40平方千米，當中陸地面積為1150.60平方千米，而水域面積為95.80平方千米。根據2020年美國人口普查的數據，當地共有人口85人，而人口密度為每平方千米0.07人。